# Bruinrughoningzuiger
De bruinrughoningzuiger (Cyanomitra cyanolaema; synoniem: Nectarinia cyanolaema) is een zangvogel uit de familie Nectariniidae (honingzuigers).

## Verspreiding en leefgebied
- C. c. magnirostrata: van Sierra Leone tot Togo.
- C. c. cyanolaema: Bioko.
- C. c. octaviae: van zuidwestelijk Nigeria tot Oeganda, westelijk Kenia, zuidelijk Congo-Kinshasa en noordelijk Angola, ook in westelijk Tanzania.